# Antologie
Antologie (din franceză anthologie, din greacă ἀνυολογί) se numește o culegere, în volume cu caracter didactic sau destinate amatorilor, de lucrări reprezentative, alese dintr-unul sau din mai mulți autori ori dintr-una sau din mai multe opere, literare sau muzicale.
Antologiile pot avea tematici variate. Există antologii de texte literare, de texte filosofice, de texte tematice diverse etc.
Sinonim: florilegiu (din latină florilegium); crestomație.